# 2 Ngày & 1 Đêm
2 Ngày & 1 Đêm (2 Days & 1 Night) (tiếng Hàn: 1박 2일; cũng được biết đến như 1 Night 2 Days; viết tắt là 1N2D) là một chương trình truyền hình thực tế - tạp kĩ của Hàn Quốc phát sóng trên kênh KBS2 bắt đầu từ ngày 5 tháng 8 năm 2007. 1 Night 2 Days là một trong hai chương trình (chương trình còn lại là The Return of Superman) của dự án Happy Sunday, lên sóng lúc 4:50pm KST một lần mỗi tuần. Các tập chương trình cũng được đăng tải với phụ đề tiếng Anh hàng tuần trên YouTube bởi kênh chính thức của KBS. Các thành viên chính thức hiện tại là Kim Jong-min, Yeon Jung-hoon, Moon Se-yoon, Kim Seon-Ho, DinDin và Ravi (VIXX). Khẩu hiệu của chương trình là "Real Wild Road Variety." Ý tưởng chính là giới thiệu nhiều vùng đất khác nhau được yêu thích mà mọi người có thể xem được ở Hàn Quốc. Việc quay phim cho mỗi chuyến đi mới thường được hoàn thành 2 tuần trước khi lên sóng trên KBS2.
2 Ngày & 1 Đêm (1 Night 2 Days) đã thắng nhiều giải thưởng về độ phổ biến và có tỉ suất người xem đài cao. Cùng với Siêu nhân trở lại (The Return of Superman), mùa thứ ba của chương trình đã giúp phục hồi và duy trì ratings của dự án KBS2 Happy Sunday , chiến thắng cuộc đua với các kênh truyền hình khác ngay từ tập đầu tiên.

## Sơ lược
Mặc dù có nhiều sự thay đổi thành viên ở mỗi mùa, 1 Night 2 Days vẫn gần như giữ nguyên kịch bản chương trình. Các thành viên có rất nhiều các chuyến đi vòng quanh Hàn Quốc, bao gồm cả rất nhiều đảo ngoài biển. Khi thực hiện chuyến đi, các thành viên cũng phải thực hiện các nhiệm vụ ở các thời điểm nhất định hay tính điểm của cả ngày để nhận phần thưởng (như các loại thức ăn nổi tiếng ở vùng mà họ ghé thăm) và để tránh các hình phạt (như bị dội nước). Có thể có khách mời, không chỉ bởi đội sản xuất mà có thể mời bởi các thành viên nếu họ phù hợp với nội dung tập phim đó (như tập 396-399).

## Lịch sử
Trước khi 1 Night 2 Days được phát sóng lần đầu, chương trình được lên sóng trước là Are You Ready, có sự tham gia của nhiều thành viên 1 Night 2 Days sau đó — Kang Ho-dong, Lee Soo-geun, Kim Jong-min, và Eun Jiwon. Are You Ready đã bị hủy bỏ và thay thế bởi 1 Night 2 Days sau 12 tập lên sóng.
Ca sĩ, diễn viên Lee Ji-hoon đã được đề nghị tham gia 1 Night 2 Days nhưng đã từ chối để nhận vai trong một bộ phim truyền hình của MBC sau đó, New Heart.
1 Night 2 Days giới thiệu các thành viên đầu tiên Kang Ho-dong, Lee Soo-geun, Kim Jong-min, Eun Jiwon, Noh Hong-chul, Ji Sang-ryul, và linh vật chú chó Sanggeun vào ngày 5 tháng 8 năm 2007.
Chương trình đã trải qua nhiều sự thay đổi thành viên:
- 16/9/2007: tập cuối của Ji Sang-ryul
- 28/10/2007: Kim C tham gia
- 4/11/2007: tập cuối của Noh Hong-chul
- 11/11/2007: Lee Seung-gi tham gia
- 2/12/2007: Kim Jong-min rời khỏi (thực hiện Nghĩa vụ quân sự)
- 9/12/2007: MC Mong tham gia
- 27/12/2009: Kim Jong-min tham gia trở lại
- 6/6/2010: tập cuối của Kim C
- 19/9/2010: tập cuối của MC Mong
- 6/3/2011: Uhm Tae-woong tham gia
- 25/9/2011: tập cuối của Kang Ho-dong[3]
- 26/2/2012: tập cuối của Season 1 (tập cuối của Lee Seung-gi và Eun Jiwon)
- 4/32012: tập đầu của Season 2 (tập đầu của Kim Seung-woo, Cha Tae-hyun, Sung Si-kyung, Joo Won)
- T3/2013: tập cuối của Kim Seung-woo và Yoo Hae-jin tham gia
- 27/10/2013: tập cuối của Joo Won
- 24/11/2013: tập cuối của Season 2 (tập cuối của Lee Soo-geun, Uhm Tae-woong, Sung Si-kyung, Yoo Hae-jin)
- 1/12/2013: tập đầu của Season 3 (tập đầu của Kim Joo-hyuk, Kim Joon-ho, Defconn, Jung Joon-young)
- 6/12/2015: tập cuối của Kim Joo-hyuk
- T4/2016: Yoon Shi-yoon tham gia
- T10/2016: Jung Joon-young rời khỏi vì scandal
- T1/2017: Jung Joon-young tham gia lại
- 30/12/2018: Lee Yong-jin tham gia
- 10/3/2019: tập cuối của Defconn & Yoon Shi-yoon Season 3
- 12/3/2019: Jung Joon-young bị loại khỏi dàn cast
- 17/3/2019: Cha Tae-hyun và Kim Joon-ho thông báo rời khỏi tất cả chương trình
- 8/12/2019: Yeon Jung-hoon, Moon Se-yoon, Kim Seon-ho, DinDin và Ravi (VIXX) tham gia dàn cast Season 4.

Mùa 1 phát sóng tập cuối vào ngày 26 tháng 2 năm 2012.
Mùa 2 tập đầu được lên sóng ngày 4 tháng 3 năm 2012 với sự trở lại của các thành viên Lee Soo-geun, Kim Jong-min, và Uhm Tae-woong, và sự tham gia của các thành viên mới Kim Seung-woo, Cha Tae-hyun, Sung Si-kyung, và Joo Won. Kim Seung-woo rời chương trình vào tháng 3 năm 2013 để tập trung vào sự nghiệp diễn xuất. Anh được thay thế bởi diễn viên Yoo Hae-jin.
Vào ngày 24 tháng 11 năm 2013, Season 2 chính thức khép lại với sự chia tay của các thành viên. Tương tự như dấu ấn lúc mở đầu chương trình, các thành viên cùng nhau nói về tập phim, thích hợp để thấy các thành viên tụ họp lại lần cuối và nói lời tạm biệt với người xem.
Mùa 3 được lên sóng đầu tiên vào ngày 1 tháng 12 năm 2013 với sự trở lại của các thành viên Cha Tae-hyun và Kim Jong-min, cùng với các thành viên mới Kim Joon-ho, Kim Joo-hyuk, Jung Joon-young, và Defconn. Ngày 22 tháng 11 năm 2015, Kim Joo-hyuk rời khỏi dàn diễn viên Season 3 vào ngày kỉ niệm 2 năm của họ, và anh xuất hiện trong tập cuối ngày 20 và 21 tháng 11. Yoon Shi-yoon sau đó được cho rằng đang được đàm phán để tham gia chương trình và chính thức trở thành thành viên mới vào tháng 4 năm 2016. Ngày 29 tháng 9 năm 2016, Jung Joon-young rời khỏi chương trình bởi scandal (về việc "xâm hại tình dục"  bị tố cáo bởi bạn gái cũ của anh, nhưng sau đó đã được phán quyết vô tội), Ngày 7 tháng 1 năm 2017, nhà sản xuất xác nhận rằng thành viên Joon-young sẽ trở lại chương trình, đã ghi hình một tập ngày trước đó (được lên sóng vào ngày 15 tháng 1).
Năm 2018, chương trình đã nhận được sự khen thưởng của Tổng thống từ Bộ Văn hóa, Thể thao và Du lịch Hàn Quốc cho nỗ lực quảng bá du lịch từ năm 2007.
Ngày 12 tháng 3 năm 2019, Jung Joon-Young đã bị đội ngũ sản xuất loại bỏ vĩnh viễn  do liên quan trong vụ bê bối Burning Sun, quay lén video tình dục và phân phối video bất hợp pháp. Do đó, KBS thông báo vào ngày 15 tháng 3 năm 2019 rằng họ đang tạm dừng sản xuất và phát sóng của 2 ngày 1 đêm cho đến khi có thông báo tiếp theo. Chatroom cũng ảnh hưởng đến các thành viên Cha Tae-hyun và Kim Jun-ho với cáo buộc đánh bạc golf với số lượng lớn, dẫn đến việc cả hai đều từ bỏ tất cả các chương trình truyền hình của họ, bao gồm 2 Days & 1 Night nơi họ tham gia cùng Jung, với Hiệu quả ngay lập tức. Điều này đánh dấu sự kết thúc đột ngột của Season 3, không giống như hai phần trước có các tập phim chia tay truyền thống. Điều này cũng đánh dấu sự kết thúc của Defconn và Yoon Shi-yoon với chương trình.
Ngày 5 tháng 11 năm 2019, Season  4 của chương trình đã được xác nhận với sự trở lại của Kim Jong-min cùng với các thành viên mới Yeon Jung-hoon, Moon Se-yoon, Kim Seon-ho, DinDin và Ravi (VIXX)  Các thành viên quay số đầu tiên vào ngày 12 tháng 11 năm 2019 và phát sóng tập đầu tiên vào ngày 8 tháng 12 năm 2019.

## Phát sóng
KBS Drama, KBS Joy thường phát lại chương trình 1 Night 2 Days. U-KBS HERAT, một DMB, chương trình số radio transmission phát triển bởi Hàn Quốc, kênh phát sóng chương trình hàng ngày từ Thứ hai đến Thứ sáu vào 8:00 – 9:00 tối và ghi lại chương trình như một trong những chương trình giải trí phát lại. KBS World, kênh phát sóng quốc tế quản lý bởi KBS, cũng bắt đầu phát sóng các tập chương trình với phụ đề tiếng Anh (thường 2–4 tuần sau phát sóng chính thức) bắt đầu từ tập 35 với tựa đề 2 Days and 1 Night.
Với đón nhận rộng rãi của 1 Night 2 Days, KBS Joy đã giới thiệu một "phiên bản nữ" của 1 Night 2 Days với tên다녀오겠습니다. Mùa đầu tiên được lên sóng từ ngày 12 tháng 1 năm 2009 đến ngày 29 tháng 4 năm 2009. thành viên mùa đầu tiên là những người phụ nữ mạnh mẽ (gagwoman) Kim Sook, Kim E-Z (thành viên cũ của Baby V.O.X.), Jeong Jung-ah, Bronwyn Mullen (người Nam Mỹ và thành viên của Global Talk Show), Polina Lipina (người Nga và thành viên của Global Talk Show), Kim Ji Hye (thành viên của girl group Cats). Season 2 phát sóng từ nầy 3 tháng 6 đến ngày 16 tháng 9 năm 2009 với 2 thành viên của mùa 1, Kim Sook và Kim E-Z, cùng với các thành viên mới: diễn viên, ca sĩ Yoo Chae-yeong, diễn viên điện ảnh Seo Young, gagwoman Kwon Jin-young, và Kang Ye-bin.

## Nội dung

### Bok-bul-bok Game
"Bok Bul Bok Game" (복불복), có thể dịch ra là "blessing-curse-blessing" hay "luck or not (may mắn hay không)", là cách được dùng để quyết định thành viên nào sẽ phải ngủ ở ngoài hoặc cũng có thể để quyết định thành viên nào sẽ phải nấu đồ ăn. Quyết định sẽ dựa trên kết quả của trò chơi như là "Kung Kung Ta" (쿵쿵따), một trò chơi mà ai đó nói một từ chưa từng nói và người tiếp theo phải tạo ra từ mới không giống những từ trước với chữ cái kết thúc hoặc đơn giản như trò tung hứng những quả bóng đá. Ba thành viên đầu tiên thua trong trò chơi sẽ bị phạt, như là uống nước muối hoặc nước tương hoặc ăn những thức ăn lạ. Ví dụ như, "Kkanari Eakjeott" (까나리 액젓), "Myeolchi Eakjeott" (멸치 액젓), "Hwang-seo-geo-jeott" (황석어젓), "Buldak-sauce" (불닭 소스), "Wasabi" (고추냉이), "Vinegar" (식초), và nhiều nữa. Nếu họ có thể vượt qua hình phạt, họ có thể thoát khỏi việc ngủ ngoài trời hay nấu ăn và các yêu cầu khác, nhưng điều đó hiếm khi xảy ra. Kim C và những người khác một lần nói, "Trò chơi Bok Bul Bok hoàn toàn không công bằng và điên rồ." ("복불복 시스템은 완전 공정하지 않으며 미친 것이다") Và, MC Mong một lần phát biểu trong chuyến đi của họ đến đảo Jeju, "Bok Bul Bok mãi mãi! Lâu chừng nào nó không phải tôi!" ("복불복이여 영원하라, 나만 아니면 돼!") Bok-bul-bok luôn giữ vai trò quan trọng trong chương trình.
Bok-bul-bok chạy đua
Mỗi mùa hè chương trình sẽ mở một cuộc chạy đua Bok-bul-bok. Với những điểm số trong cuộc thi, trò Bok-bul-bok được tổ chức ở nơi mà những người chơi có thể chọn những vật phẩm có lợi hoặc gây bất lợi cho họ. Đó có thể là sốt cá, cà phê nóng hoặc lạnh, nước, nước muối hay nhiều vật phẩm khác. Hai thành viên sẽ bị bỏ lại trong cuộc đua và lái xe tải để làm bình luận viên. Người thắng cuộc đầu tiên trong cuộc đua là Lee Seung-gi. Người thứ hai thắng trong cuộc đua hàng năm là Kim C người chạy hết độ dài đường đua.
Cuộc thi đọc mùa thu
Mỗi mùa thu chương trình sẽ tổ chức một cuộc thi đọc. Các thành viên sẽ có một tiếng để học trước khi cuộc thi bắt đầu. Những người thua trong cuộc thi sẽ bị chọn để ngủ bên ngoài.

### Ngủ bên trong, bên ngoài và "ngoài ngoài"
Ý tưởng này xuất hiện đầu tiên trong chuyến đi của họ đến Andong, North Gyeongsang khi các thành viên được chia ra làm đội YB và OB để quyết định người ngủ ở ngoài bằng trò Bok-bul-bok. Đội OB đã thắng trò chơi bằng từ nối âm Jegichagi (제기차기), nhưng đội YB đã nhất định đòi tổ chế tác cho họ thêm một cơ hội. Trò chơi tương tự được chơi, nhưng mỗi thành viên chỉ thể hiện và chơi cho cá nhân họ. Đội YB đã chắc chắn ngủ bên ngoài, các thành viên tiếp tục đưa ra thử thách để được ngủ trong nhà. Sau đó, nếu họ thua thử thách, họ sẽ phải ngủ bên "ngoài ngoài) (ngủ trong một túi ngủ ở ngoài lều). Lee Seung-gi, MC Mong và Kim Jong-min cố gắng trong thử thách nhưng đã thất bại và phải ngủ bên "ngoài ngoài". Kang Ho-dong quyết định thử thách để cứu cả đội YB nhưng thất bại lần hai và bị chọn ngủ "ngoài ngoài" bắt buộc. Kim C quyết định nhận thử thách nhưng cũng thất bại và bị chọn ngủ bên ngoài (trong lều). Eun Jiwon và Lee Soo-geun không thử thách và được ngủ bên trong và bên ngoài, lần lượt.

### Bài hát thức dậy
Bài hát thức dậy thường được chọn để phát trong buổi sáng để gọi các thành viên thức dậy và bắt đầu nhiệm vụ buổi sáng của họ. Bài hát nhạc trot, "Please Endure" hoặc "Baemida" ("It's a Snake") được thể hiện bởi Kim Hye-yeon là bài hát thức dậy đầu tiên của 1 Night 2 Days. "Please Endure" là một bài hát về loài rắn (snakes), làm nên sự chú ý với ca từ lặp lại và giai điệu du dương. Sau đó, một phiên bản remix của bài hát được lên sóng ngày 10 tháng 2 năm 2008 như bài hát thức dậy chính thức. Trong tập phát sóng ngày 24 tháng 2 năm 2008, bài hát tựa đề "Wake-Up" được sử dụng. Từ ngày 23 tháng 3 năm 2008, bài hát thức dậy của chương trình là sự kết hợp các bài hát của các thành viên với sự hòa lẫn nhiều giọng hát trong giai điệu. Ví dụ, bài hit của MC Mong, "Circus", hay bài hát được yêu thích "Words I Couldn't Say" ("하지못한말") của Lee Seung-gi được hòa âm với "Seung-gi yah" của Kang Ho-dong. Đồng thời, giọng nói của các thành viên và khách mời cũng bao gồm trong tất cả những bài hát thức dậy, nhưng đa số là Kang Ho-dong. Kim Hye-yeon từng xuất hiện trong chương trình vào ngày 31 tháng 8 năm 2008 và hát "Please Endure" trực tiếp để gọi các thành viên thức dậy, gây bất ngờ cho họ. Trong mùa 3, đội ngũ sản xuất bỏ đi nhiệm vụ chọn bài hát thức dậy, Defconn và Kim Jong-min biểu diễn một buổi nhạc với những bái hát mới của họ để các thành viên khác đánh giá và chọn ra bài hát nào hay nhất để thức dậy.
Nhiệm vụ thức dậy
Một nhiệm vụ thức dậy thường được đưa ra vào mỗi buổi sáng của chuyến đi để quyết định ba thành viên sẽ nấu bữa sáng. Các nhiệm vụ bao gồm cả thu lượm cờ, tìm đồ, hide-and-seek,... Các thành viên thường thức dậy bởi bài hát loài rắn, những bài hát của các thành viên, hoặc các bài hát kết hợp với giọng các thành viên la hét tên của họ. Nhiệm vụ thức dậy được lên sóng ngày 16 tháng 11 năm 2009(chuyến đi "3rd Severe Winter Camp Training") bị hủy bỏ vì trận bão tuyết.

### Trại rèn luyện Mùa hè & Mùa đông
Trong mỗi mùa, một chuyến đi rèn luyện "dữ dội" mùa hè hay mùa đông được tổ chức nơi, các thành viên phải chịu đựng những điều kiện khắc nghiệt kéo dài —như tự dựng lều của họ và tự làm thức ăn (không có dụng cụ), lái xe trong một chiếc xe mở mui giữa mùa đông hoặc lái xe với tất cả cửa sổ mở to và không có điều hòa trong mùa hè. Trại rèn luyên dữ dội Mùa đông đã được tổ chức 3 lần và Mùa hè 2 lần.

### Chuyến đi tự do
Chương trình sẽ có những chuyến đi tự do khi một đội trưởng được chọn để giao nhiệm vụ và quyết định ở địa điểm chuyến đi. Người đội trưởng là người được chọn cho chuyến đi tự do thường cảm thấy gánh nặng như là trách nhiệm phải gánh vác để làm chuyến đi vui vẻ và có đủ cảnh quay cho chương trình. Đội trưởng đầu tiên của chuyến đi tự do là Eun Jiwon. Chuyến đi được quay sau đám cưới của Lee Soo-geun. Eun Jiwon quyết định để mọi người đến Nanji cắm trại, ở gần sông Hàn, Seoul. Mặc dù chỉ tốn 5 phút lái xe để đến đó, họ đã tốn gần một giờ đồng hồ để đến Trung tâm khu cắm trại Nanji. Người thứ hai tổ chức chuyến đi tự do là MC Mong, người sau đó đã chuyển trách nhiệm lại cho Lee Seung-gi vì trách nhiệm quá nặng nề. Lee Soo-geun được chọn làm đội trưởng cho chuyến đi tự do thứ ba khi họ bay đến đảo Jeju nhưng đã bị hủy vì thời tiết xấu.
Trong tập lên sóng ngày 24 tháng 9 năm 2014 (tập 357-358), các thành viên đã chia thành 3 đội, mỗi đội được chỉ định một chuyến đi tùy thích và tìm hiểu về một khía cạnh của vùng Gunsan và Jeollabuk-do. Họ đã đồng ý dành nhiều nhất cho điều họ thích và thu thập thông tin tự bản thân họ.

### Thử thách đội sản xuất
Trong tập phát sóng ngày 31 tháng 5 năm 2009, các thành viên đã thử thách đội sản xuất. Nếu các thành viên thắng họ sẽ được ăn tối và ngủ bên ngoài trong khi đội sản xuất phải ngủ bên ngoài. Sau khi chơi 3 trò Bok-bul-bok, bao gồm bóng bàn, cầu lông và bóng đá, các thành viên đã thua và đội sản xuất được ăn bữa tối của họ. Trong tập phát sóng ngày 27 tháng 9 năm 2009, đội sản xuất đã một lần nữa bị thử thách bởi nhóm. Nếu đội sản xuất thua, tất cả 80 staffs bao gồm các quản lý của các thành viên và các nhân viên sẽ phải ngủ bên ngoài. Với một chút may mắn, các thành viên đã đánh bại đội sản xuất với chiến thắng trong 2 trên 3 trò Bok-bul-bok. Trò mà họ chơi trong thử thách lần hai là bóng bàn 3 điểm, bóng đá 3 điểm và nhảy dây. Như những gì được phát sóng, đội sản xuất và các thành viên đã đồng ý để họ có thử thách tiếp theo vào ngày tuyết rơi đầu tiên.
Trong tập phát sóng ngày 20 tháng 7 năm 2014, các thành viên đã chống lại đội ngũ sản xuất lần đầu trong mùa 3, thoát khỏi tầm nhìn của họ bằng đường ô tô và tiếp tục trốn đến khi đội sản xuất đồng ý thực hiện yêu cầu của họ.

### Tập đặc biệt cho khán giả
Họ có chuyến đi đặc biệt cho khán giả đầu tiên vào tháng 2 năm 2009, khi đội sản xuất bắt đầu chiêu mộ 6 đội chơi cho chuyến đi với các thành viên. Hàng nghìn đơn đăng ký tham gia được gửi đến và cuối cùng những đội sẽ được chọn bởi các thành viên. Tập phim đó đã trở nên vô cùng nổi tiếng và vào tháng 12 năm 2009, đội sane xuất đã thông báo rằng sẽ có tập đặc biệt cho khán giả thứ hai vào tháng 2 năm 2010 và cho biết rằng họ đã chọn trong 100,000 đơn đăng ký. Vào tháng 8 năm 2011, họ có tập đặc biệt cho khán giả lần ba, nó có 100 người tham gia với độ tuổi 1-100, và thêm một người lớn tuổi nhất, 102 tuổi.

## Các thành viên và biệt danh

### Thành viên hiện tại
Kim Jong-Min
Kim Jong-Min bắt đầu như một trong những thành viên trụ cột cùng với Kang Ho-Dong, Lee Soo-Geun và Eun Jiwon. Kim Jong-Min phải rời chương trình vì nghĩa vụ quân sự của anh. Anh rời dàn diễn từ rất sớm (tập 18) cho đến trước khi rời trở lại. Kim Jong-Min đã trở lại chương trình như thành viên thứ 7 sau khi hoàn thành nghĩa vụ quân sự của anh vào tháng 12 năm 2009. Anh bây giờ là thành viên chính thức và tiếp tục chương trình. Màu sắc chính thức của anh là xanh lá mạ (cyan).
Yeon Jung-hoon
Yeon Jung-hoon là một trong 5 thành viên mùa 4.
Moon Se-yoon
Moon Se-yoon là một trong 5 thành viên mùa 4.
Kim Seon-ho
Kim Seon-ho là một trong 5 thành viên mùa 4.
DinDin
DinDin là một trong 5 thành viên mùa 4.
Ravi (VIXX)
Ravi là một trong 5 thành viên mùa 4.

### Thành viên cũ
Kang Ho-Dong
Kang Ho-Dong từng là MC chính của 1 Night 2 Days. Anh từng thắng 2 giải Grand Prizes (Daesangs) trong KBS Entertainment Awards cho thành công của anh trong chương trình. Anh đã bắt đầu từ sớm với sự thành lập chương trình, từ chương trình trước đó, Are You Ready, những đã bị hủy vì tỉ suất người xem thấp. Vào ngày 9 tháng 9 năm 2011, Kang Ho-dong rời chương trình tạm gác các chương trình vì vướng vào vụ việc trốn thuế, rời chương trình với 5 thành viên. Màu sắc chính thức của anh là màu đỏ (red).
Lee Soo-geun
Lee Soo-Geun từng là một trong những thành viên đầu tiên của chương trình cùng bắt đầu với Are You Ready. Anh là MC chính của mùa 2, thay thế vai trò của Kang Ho-dong. Vào ngày 24 tháng 11 năm 2013, Lee Soo-Geun rời chương trình để điều tra vì hành vi cờ bạc trái phép trên mạng. Màu sắc chính thức của anh là màu xám (grey).
Eun Jiwon
Eun Jiwon, như Kang Ho-Dong và Lee Soo-Geun, là một trong những thành viên đầu tiên từ Are You Ready và xuất hiện trong tất cả các tập mùa 1. Eun Jiwon rời chương trình với Lee Seung-Gi vào ngày 26 tháng 2 năm 2012, và sau đó trở lại làm khác mời trong một tập mới của mùa 3. Màu sắc chính thức của anh là màu cam (orange).
Lee Seung-Gi
Lee Seung-Gi tham gia dàn diễn trong chuyến đi tới Pyeongchang, Gangwondo. Anh được thay thế cho Noh Hong-chul, người rời chương trình bởi những lý do cá nhân. Trong chương trình anh có biệt danh là Heodang do Kim C đặt vì thường xuyên để đầu óc trống rỗng. Anh cùng Kim C được cân nhắc là nhóm đầu não (trong trò chơi đố). Trong lần bỏ phiếu về vấn đề ngoại hình, anh đã xếp đầu tiên, theo sau là Sanggeun. Lee Seung-gi rời chương trình cùng với Eun Jiwon vào ngày 26 tháng 2 năm 2012. Màu sắc chính thức của anh là xanh mint (mint).
Uhm Tae-Woong
Uhm Tae-Woong xuất hiện lần đầu vào chuyến đi thứ 87 đến Yangyang, tập được phát sóng vào ngày 6 và 13 tháng 3 năm 2011. Màu sắc chính thức của anh là màu vàng (yellow).
MC Mong
MC Mong tham gia dàn diễn vào tập 19–20 thay thế cho Kim Jong-Min người rời chương trình thực hiện nghĩa vụ quân sự. MC Mong là thành viên thay đổi cuối cùng của mùa đầu. MC Mong đã gián đoạn và không tham gia ghi hình ngày 17 tháng 9 năm 2010 để điều tra việc thực hiện nghĩa vụ quân sự của anh. Đội ngũ sản xuất đã đưa ra thông báo chính thức rằng sự có mặt của MC Mong sẽ bị hoãn lại đến khi quyết định cuối cùng của tòa án được đưa ra và 5 thành viên khác sẽ tiếp tục ghi hình mà không có anh ấy. Nghĩ cho cảm nhận và quan điểm của khán giả, tập lên sóng ngày 19 tháng 9 năm 2010 sẽ chỉnh sửa phần của MC Mong hết sức có thể. Chuyến đi sẽ được phát sóng 1 thay vì 2 tập phim. Họ đã bắt đầu chỉnh sửa phần của MC Mong từ tập ngày 12 tháng 9. Điều này đã được xác nhận vào tháng 12 năm 2010 rằng anh ấy bị cấm bởi KBS. Màu sắc chính thức của anh là màu nâu (brown).
Kim C
Kim C tham gia dàn diễn trong chuyến đi thứ 6 (tập 13–14). Anh được thay thế cho thành viên Ji Sang-Ryul, người tham gia dự án của SBS Good Sunday: Family Outing 2. Kim C đã vắng mặt trong chuyến đi đến Geochang, South Gyeongsang vì sự ra đi của bố anh. Kim C đã quyết định rời chương trình để tập trung cho sự nghiệp âm nhạc. Theo nhiều nguồn tin, Kim C có ý định rời chương trình từ trước đó sau khi quay chuyến đi đến Antarctica, sau đó chuyến đi bị hủy bỏ nên sự rời đi của anh bị chậm trễ. Kim C đã hỏi ý kiến đội ngũ sản xuất chương trình 6 tháng trước và họ nắm được tình hình rằng anh sẽ rời đi. Mặt khác, các thành viên chỉ biết Kim C sẽ rời đi 2 ngày trước khi anh quay tập cuối cùng, khi Kim C gọi mỗi thành viên như anh không muốn làm gián đoạn cảm xúc và những gì họ dành cho khi quay phim. Màu sắc chính thức của anh là xanh chanh (lime green).
Ji Sang-Ryul
Ji Sang-Ryul là thành viên đầu tiên rời chương trình sau 7 tập phim (3 chuyến đi) để tập trung diễn xuất cho bộ phim truyền hình của đài MBC Yi San. Sau khi Ji Sang-Ryul rời đi, Kim Young-Chul và Koyote Shin Ji là khách mời đặc biệt cho cặp đôi tiếp theo của các tập trước khi Kim C tham gia dàn diễn tập tiếp theo (tập 13). Một năm sau, Ji Sang-Ryul xuất hiện trong chương trình như khách mời trong tập 70. Ji Sang-Ryul đưa đến một khách mời cùng anh ấy trong tập phim, là chú chó Sangdon, con trai của Sanggeun. Màu sắc chính thức của anh là xanh lá (green) và màu tím (purple) trong tập ở Yesan.
Noh Hong-Chul
Người dẫn chương trình hài Noh Hong-Chul rời chương trình sau 14 tập dốc sức và tập trung cho chương trình tạp kĩ ngày Thứ bảy của đài MBC Infinite Challenge. Anh ấy nhanh chóng được thay thế vào tập tiếp theo bới ca sĩ ballad Lee Seung-Gi. Màu sắc chính thức của anh là màu vàng (yellow).
Sanggeun
Sanggeun, chú chó nhận được rất nhiều tiếng tăm, là giống chó Great Pyrenees mà thường xuyên có mặt cùng các thành viên trong chuyến đi của họ. Tên thật của Sanggeun Herbie. Khi Sanggeun lần đầu xuất hiện trong chương trình, nó được gọi "Sanggeun" bởi Ji Sang-Ryul. Sanggeun từng xuất hiện trong phim truyền hình của đài MBC Madame Ahyundong. Được cho biết là Sanggeun được trả ₩400,000 cho mỗi tập xuất hiện trong chương trình. Trong tập 16, một cuộc thăm dò được tổ chức, người xem có thể đánh giá các thành viên chương trình bằng xếp thứ tự sticker một người có ngoài hình ưa nhìn nhất. Sanggeun đã đứng thứ hai, dưới Lee Seung-Gi. Vì sức khỏe giảm sút, Sanggeun đã vắng mặt khỏi chương trình trong 3 tập phim. Ji Sang-Ryul đã nhận nuôi Sangdon, con trai của Sanggeun.
Kim Seung-Woo
Kim Seung-Woo là một trong các thành viên mới và lớn tuổi nhất của mùa 2. Màu sắc chính thức của anh là màu đỏ (red).
Joo Won
Joo Won là một trong bốn thành viên và là thành viên trẻ nhất mùa hai. Màu sắc chính thức của anh là hồng rực (hot pink).
Sung Si-Kyung
Sung Si-Kyung là một trong bốn thành viên mới mùa 2. Màu sắc chính thức của anh là xanh đại dương (sea green).
Yoo Hae-Jin
Yoo Hae-Jin là thành viên thay thế Kim Seung-Woo vào tháng 3 năm 2013. Màu sắc chính thức của anh là màu đỏ (red).
Kim Joo-Hyuk
Kim Joo-Hyuk là một trong 4 thành viên mới của mùa 3. Anh rời chương trình vào tháng 12 năm 2015 vì anh có quá nhiều lời đề nghị nhận vai diễn và có lịch trình bận rộn. Nhưng anh vẫn xuất hiện trong nhiều tập sau khi rời khỏi. Màu sắc chính thức của anh là màu đỏ (red).
Cha Tae-hyun
Cha Tae-Hyun trở thành thành viên từ tập đầu tiên của mùa 2 sau khi được sự đề cử của người xem. Anh đã được cân nhắc như đội trưởng không chính thức của dàn diễn mùa 3.. Màu sắc chính thức của anh là màu be (beige).
Kim Joon-Ho
Kim Joon-Ho là một trong 4 thành viên mới của mùa 3.. Màu sắc chinh thức của anh là màu cam (orange).
Defconn
Defconn là một trong 4 thành viên mới của mùa 3. Anh từng phát biểu rằng giấc mơ đã thành hiện thực khi trở thành một phần của chương trình. Màu sắc chinh thức của anh là màu vàng (yellow).
Jung Joon-Young
Jung Joon-Young là một trong các thành viên mới và trẻ nhất của mùa 3. Anh là thí sinh của cuộc thi Superstar K4. Anh thường xuyên đăng rất nhiều hình ảnh thức ăn và chương trình lên blog của anh. Anh đã từng rời khỏi chương trình vì scandals "quấy rối tình dục" người bạn gái cũ nhưng sau đó được chứng minh vô tội và trở lại sau gần 4 tháng. Màu sắc chính thức của anh là xanh táo (apple green).
Yoon Shi-Yoon
Yoon Shi-Yoon là thành viên mới nhất của mùa 3, anh được mời tham gia chương trình sau khi hoàn thành nghĩa vụ quân sự trở về, và thay thế cho thành viên Kim Joo-Hyuk trong chuyến đi thứ 207. Màu sắc chính thức của anh là xanh sáng đại dương (light sea green).

## Đội / Nhóm
Đội / nhóm nhân vật thường được hình thành khi đội được chia làm 2 cho trò Bok-bul-bok.

## Tranh cãi
Trong những ngày phát sóng 1 Night 2 Days, chương trình được so sánh rất nhiều với chương trình của SBS dự án Good Sunday: Family Outing và chương trình của MBC Infinite Challenge, đặc biệt bởi Noh Hong-chul là thành viên của cả 1 Night 2 Days và Infinite Challenge (chương trình phát sóng mỗi thứ bảy và chủ nhật). Tuy vậy, ý tưởng của ba chương trình là khác nhau. Ý tưởng của 1 Night 2 Days là thực hiện các chuyến đi với gia đình và bạn bè, trong khi đó Infinite Challenge là chương trình tạp kĩ thực hiện thử thách cực đại với 7 người tham gia thi đấu.
Tập phát sóng ngày 6 tháng 7 năm 2008 nhận được rất nhiều lời phê bình từ người xem bởi một cảnh hút thuốc. Trong chuyến đi đến Baekdusan, Hàn Quốc, một cảnh quay MC Mong đang hút thuốc trên xe buýt đã không được chỉnh sửa và đã bị lên sóng. Vào năm 2004, cả ba đài truyền hình lớn quốc gia, KBS, MBC và SBS, đã đồng ý lệnh cấm các cảnh hút thuốc lên sóng trước nửa đêm. Đạo diễn của chương trình đã đưa ra lời xin lỗi chính thức vào ngày 7 tháng 7 vì đã không thực hiện chỉnh sửa cảnh đó trước khi chương trình lên sóng và hứa sẽ không bao giờ tái phạm. Điều này cũng làm những người hâm mộ của MC Mong tức giận vì anh đã đưa ra lời hứa trên một chương trình tạp kĩ khác rằng anh sẽ bỏ hút thuốc.
Người xem cũng kháng nghị về "cảnh quay bạo lực" (violent scene) ở tập 51, lên sóng ngày 20 tháng 7 năm 2008. Đó là cảnh quay trò đùa của Kang Ho-dong và Kim C bắt đầu tranh cãi để lừa một đạo diễn mới tham gia chương trình. Đội sản xuất đã phát biểu rằng họ đánh nhau là không có chủ ý trước và nó để lại kỉ niệm tốt.
Trong tập 53, phát sóng ngày 3 tháng 8 năm 2008, Người xem phát hiện lỗi sai ở chú thích trong chuyến đi đến Inje, Gangwondo. Dưới những chỉ trích từ người xem, đội sản xuất đã đăng tải một thông cáo xin lỗi chính thức trên website của Happy Sunday.
Một tranh cãi khác trong tập phát sóng ngày 19 tháng 9 năm 2008, tập được quay trong thời gian giải đấu bóng chày Lotte Giants & Doosan Bears diễn ra. Một trong những vấn đề đó là đội staff đã sử dụng một khu vực khán đài lớn (50 ghế) cho sáu thành viên. Vấn đề khác là họ không cho phép những người có vé khác đến vị trí vé họ đặt. Đội sản xuất đã giải thích rằng họ làm vậy để giữ an toàn cho sáu thành viên và họ không cố ý ngăn cản mọi người đến bị trí ngồi họ. Vào ngày giải đấu bóng chày phát sóng, SBS Sports đã cho rằng sự ghé xem của đội ngũ 1 Night 2 Days đã làm hỏng tâm trạng của người dân Busan. Trong một diễn biến khác, MBC ESPN đã từ chối quan tâm đến vụ việc của đội ngũ 1 Night 2 Days.
Vụ việc tranh cãi tiếp theo là tập lên sóng ngày 21 tháng 9 năm 2008. Các cảnh quay Lee Soo-geun hút thuốc ở vùng quê bị ghi lại và phát sóng.
Trong tập phát sóng ngày 7 tháng 12 năm 2008, nhiều cảnh quay uống rượu và hút thuốc xuất hiện. Nó được cho là không phù hợp cho các gia đình xem chương trình có trẻ em.
Nhiều vụ tranh cãi nổi lên sau tập phát sóng ngày 15 tháng 3 năm 2009. Họ cho rằng Kang Ho-dong đã phát ngôn những lời báng bổ "XX-bitch" ở một trong các cảnh phim. Nhưng đội sản cuất đã phản hồi rằng Kang Ho-dong đã nói điều gì đó trên chương trình và nó trong lúc ồn ào khi ô tô đi qua.
Vụ tranh cãi khác là khi quản lý của MC Mong, Lee Heon-suk, nói "육사시미", là lúc thích hợp hơn cho anh ấy để nói những lời tương tự như thế về tiếng Hàn.
Trong tập phát sóng ngày 4 tháng 10 năm 2009, vài thành viên đã gặp người làm nghi thức mở màn (ring-boy) trong Thế vận hội Mùa hè (Summer Olympics) năm 1988, Yoon Tae-woong trong khi họ đang đi lên núi. Người xem đã viết tin nhắn trên bảng của chương trình rằng "đó là một sự sắp xếp" và "sao có thể trùng hợp đến vậy."
Cuộc tranh luận khác nổi lên khi Lee Seung-gi đã gián tiếp quảng cáo cho loại bia mà anh đại diện khi anh uống bia lon và ăn gà rán trong tập lên sóng ngày 11 tháng 11 năm 2009. Mặc dù tên nhãn hàng đã được làm mờ lúc đó, tên của loại bia vẫn được nhìn thấy.
Cuộc tranh cãi về tiêu đề lần thứ hai trong tập phát sóng ngày 15 tháng 11 năm 2009. Đội sản xuất đã đưa ra lời xin lỗi trên bảng tin nhắn. Trong tập chiếu lại, tiêu đề đã được sửa đổi.
Thông báo đưa ra ngày 9 tháng 3 năm 2010, dàn diễn viên và nhân viên của 1 Night 2 Days sẽ có chuyến đi đến Antarctica để thăm điện Vua Sejong. Người xem có rất nhiều ý kiến trái chiều, một số nghĩ rằng chuyến đi sẽ là một trải nghiệm quý báu, trong thi những người khác cho rằng họ không nên đến đó. Tuy nhiên, đội sản xuất vẫn len kế hoạch để đi vào ngày 9 tháng 3 để bắt đầu quay phim. Một nhóm của đội sản xuất đã rời đi vào tháng hai đến Chile để thảo luận cho chuyến đi, nhưng họ đã không có sự lựa chọn, rời đi và quay về Hàn Quốc sau khi ở Chile khoảng một tuần. Lý do là do trận bão tuyết đã cản trở họ đi chuyến bay đến Antarctica từ Chile. Đội sản xuất đã mua những loại máy quay phim HD mới, thiết bị chiếu sáng và microphones để quay cảnh đẹp ở Antarctica và mang đến cảnh quan tuyệt nhất cho người xem. Sau đó, vì trận động đát năm 2010 ở vào ngày 27 tháng hai, đội ngũ sản xuất đã phải tìm đường khác thay thế để đến Antarctica. Nhưng không may, họ đã thông báo rằng các nhân viên quyét định hủy bỏ chuyến đi.

## Phản hồi truyền thông và Sự đón nhận
Vào ngày 27 tháng 12 năm 2008 tại 2008 KBS Entertainment Awards, cả sáu thành viên chương trình đã có mặt tại lễ trao giải và trình diễn "No Matter What" của Park Sang-chul. Chương trình mang về 5 giải thưởng: Best Newcomer (Variety), Best Variety Show Writer, Top Popularity Award, Viewer's Choice Program, và Grand Prize (Daesang). Ở hạng mục Top Popularity Award, ba trong bốn người được đề cử đến từ chương trình 1 Night 2 Days: Eun Jiwon, MC Mong, và Lee Seung-gi, và Lee Won đã thắng giải. The Viewer's Choice Program đã được tổ chức để người xem bình chọn qua nghiên cứu và SMS. Happy Sunday kết thúc với 108.3% bình chọn, và theo sau đó là Happy Together với 40.3% bình chọn (Gag Concert với 33.1% bình chọn, A Chat with Beauties với 12.9% bình chọn và Sang Sang Plus với 5.3% bình chọn).
2 Days & 1 Night mùa thứ ba đã nhận được rất nhiều phản hồi tích cực. Tập đầu tiên của 1 Night 2 Days đã nhận được tỉ suất người xem rất cao là 14.3% khi nó được lên sóng lần đầu vào tháng 12 năm 2013. Vào cuối năm 2014, 2 phần của Happy Sunday (1 Night 2 Days và The Return of Superman) đứng đầu với ratings là 17.9%, dẫn trước SBS Good Sunday (K-pop Star 4 và Running Man) với 12.1% và MBC Sunday Night (Real Men and Dad, Where Are You Going?) với 7,8% Vào tháng 3 năm 2015, KBS Happy Sunday đã giành vị trí đầu tiên trong kì với ratings 14.7%, chiến thắng SBS Good Sunday (Running Man và Take Care Of My Dad) với 11.1% và MBC Sunday Night (Animals và Real Men) với 8.4%.

## Đĩa đơn nhạc số
Một đĩa đơn nhạc số của bài hát chủ đề chương trình được ra mắt vào ngày 29 tháng 3 năm 2010 và lần đầu được nghe trên tập 135, phát sóng ngày 28 tháng 3 năm 2010. Tựa đề của bài hát là "Let's Go Paradise" và được hát bởi Gil Hak-mi (người tham dự chương trình tìm kiếm tài năng của Mnet Superstar K Season 1) và Han Bora (AB Avenue).

## Giải thưởng
| Năm  | Giải thưởng                                        | Hạng mục                                        | Người thắng                                                                   | Liên quan                   |
| ---- | -------------------------------------------------- | ----------------------------------------------- | ----------------------------------------------------------------------------- | --------------------------- |
| 2007 | 6th KBS Entertainment Awards                       | Best Entertainer Award                          | Lee Soo-geun (2 Days & 1 Night Season 1, Gag Concert "We Need Conversations") | [ 41 ]                      |
| 2007 | 6th KBS Entertainment Awards                       | Top Excellence Idea Corner Award                | 2 Days & 1 Night Season 1                                                     | [ 41 ]                      |
| 2008 | 20th Korean PD Awards                              | Best Show Host                                  | Kang Ho-dong                                                                  | [ 42 ]                      |
| 2008 | 44th Baeksang Arts Awards                          | Grand Prize (Daesang) - TV category             | Kang Ho-dong                                                                  | [ 43 ] [ 44 ]               |
| 2008 | 35th Korea Broadcasting Awards                     | Best Entertainment TV Program                   | Happy Sunday                                                                  | [ 45 ]                      |
| 2008 | 15th Korea Entertainment Art Awards                | Best Comedian                                   | Lee Soo-geun                                                                  | [ 46 ] [ 47 ]               |
| 2008 | 15th Korea Entertainment Art Awards                | Best Program                                    | 2 Days & 1 Night Season 1                                                     | [ 46 ] [ 47 ]               |
| 2008 | 7th KBS Entertainment Awards                       | Grand Prize (Daesang)                           | Kang Ho-dong                                                                  | [ 48 ]                      |
| 2008 | 7th KBS Entertainment Awards                       | Best Variety Show Writer                        | Lee Woo-jung                                                                  | [ 49 ] [ 50 ]               |
| 2008 | 7th KBS Entertainment Awards                       | Best Newcomer in a Variety Show                 | Lee Soo-geun                                                                  | [ 49 ] [ 50 ]               |
| 2008 | 7th KBS Entertainment Awards                       | Top Popularity Award                            | Lee Seung-gi                                                                  | [ 49 ] [ 50 ]               |
| 2008 | 7th KBS Entertainment Awards                       | Viewer's Choice Program                         | Happy Sunday                                                                  | [ 49 ] [ 50 ]               |
| 2009 | 21st Korean PD Awards                              | Best Variety Show                               | 2 Days & 1 Night Season 1                                                     | [ 51 ] [ 52 ]               |
| 2009 | 10th Korean Broadcasters' Awards                   | Best Produced Program                           | 2 Days & 1 Night Season 1                                                     | [ 53 ]                      |
| 2009 | 8th KBS Entertainment Awards                       | Grand Prize (Daesang)                           | Kang Ho-dong                                                                  | [ 54 ]                      |
| 2009 | 8th KBS Entertainment Awards                       | Excellence Award, Male MC in a Variety Show     | Lee Soo-geun (2 Days & 1 Night Season 1, Sang Sang Plus Season 2)             | [ 54 ]                      |
| 2009 | 8th KBS Entertainment Awards                       | Viewer's Choice Program                         | Happy Sunday                                                                  | [ 54 ]                      |
| 2010 | Ministry of Culture, Sports and Tourism            | Appreciation Plaque (presented by Yu In-chon)   | 2 Days & 1 Night Season 1                                                     | [ 55 ]                      |
| 2010 | Korea Tourism Awards 2010                          | Merit Division                                  | 2 Days & 1 Night Season 1                                                     |                             |
| 2010 | 9th KBS Entertainment Awards                       | Top Entertainer Award                           | Eun Jiwon (2 Days & 1 Night Season 1, Crisis No. 1)                           | [ 56 ]                      |
| 2010 | 9th KBS Entertainment Awards                       | Excellence Award, Male MC in a Variety Show     | Lee Soo-geun                                                                  | [ 56 ]                      |
| 2010 | 9th KBS Entertainment Awards                       | Top Excellence Award, Male MC in a Variety Show | Lee Seung-gi                                                                  | [ 56 ]                      |
| 2010 | 9th KBS Entertainment Awards                       | Viewer's Choice Program                         | Happy Sunday                                                                  | [ 56 ]                      |
| 2011 | 38th Korea Broadcasting Awards                     | Best Entertainment TV Program                   | 2 Days & 1 Night Season 1                                                     |                             |
| 2011 | 10th KBS Entertainment Awards                      | Grand Prize (Daesang)                           | Lee Soo-geun Lee Seung-gi Eun Jiwon Kim Jong-min Uhm Tae-woong                | [ 57 ] [ 58 ] [ 59 ] [ 60 ] |
| 2011 | 10th KBS Entertainment Awards                      | Top Entertainer Award                           | Uhm Tae-woong                                                                 | [ 57 ] [ 58 ] [ 59 ] [ 60 ] |
| 2012 | 11th KBS Entertainment Awards                      | Best Variety Show Writer                        | Choi Jae-yeong                                                                | [ 61 ]                      |
| 2012 | 11th KBS Entertainment Awards                      | Best Newcomer in a Variety Show                 | Joo Won                                                                       | [ 61 ]                      |
| 2012 | 11th KBS Entertainment Awards                      | Top Entertainer Award                           | Cha Tae-hyun                                                                  | [ 61 ]                      |
| 2012 | 11th KBS Entertainment Awards                      | Top Excellence Award, Male MC in a Variety Show | Kim Seung-woo (2 Days & 1 Night Season 2, Win Win)                            | [ 61 ]                      |
| 2013 | 12th KBS Entertainment Awards                      | Grand Prize (Daesang)                           | Kim Jun-ho                                                                    | [ 62 ]                      |
| 2013 | 12th KBS Entertainment Awards                      | Male Top Excellence Award                       | Cha Tae-hyun                                                                  | [ 62 ]                      |
| 2014 | 13th KBS Entertainment Awards                      | Best Newcomer Award in a Variety Show           | Kim Joo-hyuk                                                                  | [ 63 ]                      |
| 2014 | 13th KBS Entertainment Awards                      | Top Entertainer Award in a Variety Show         | Jung Joon-young                                                               | [ 63 ]                      |
| 2014 | 13th KBS Entertainment Awards                      | Male Excellence Award in a Variety Show         | Defconn                                                                       | [ 63 ]                      |
| 2015 | 14th KBS Entertainment Awards                      | Best Entertainer – Entertainment Category       | Kim Joo-hyuk                                                                  | [ 64 ]                      |
| 2015 | 14th KBS Entertainment Awards                      | High Excellence Award – Variety Category        | Kim Jong-min                                                                  | [ 64 ]                      |
| 2015 | 14th KBS Entertainment Awards                      | Viewers' Choice Best Program                    | 2 Days & 1 Night Season 3                                                     | [ 64 ]                      |
| 2016 | 43rd Korean Broadcasting Grand Prize awards        | Best Variety Show                               | 2 Days & 1 Night Season 3                                                     | [ 65 ]                      |
| 2016 | 15th KBS Entertainment Awards                      | Grand Prize (Daesang)                           | Kim Jong-min                                                                  | [ 66 ]                      |
| 2016 | 15th KBS Entertainment Awards                      | Viewers' Choice Best Program                    | 2 Days & 1 Night Season 3                                                     | [ 66 ]                      |
| 2016 | 15th KBS Entertainment Awards                      | Rookie Award in a Variety Show                  | Yoon Shi-yoon                                                                 | [ 66 ]                      |
| 2016 | 15th KBS Entertainment Awards                      | Best Screenwriter Award                         | Jung Sun-young                                                                | [ 66 ]                      |
| 2017 | KBS World Instagram Award                          | Viewers' Choice Best Program                    | 2 Days & 1 Night Season 3                                                     |                             |
| 2018 | South Korean Ministry of Culture, Sports & Tourism | Khen thưởng của Tổng thống                      | 2 Days & 1 Night                                                              |                             |
| 2018 | 16th KBS Entertainment Awards                      | Viewers' Choice Best Program                    | 2 Days & 1 Night Season 3                                                     |                             |
| 2018 | 16th KBS Entertainment Awards                      | Best Couple Award                               | Kim Jun-ho & Kim Jong-min                                                     |                             |
| 2018 | 16th KBS Entertainment Awards                      | Best Entertainer                                | Yoon Shi-yoon                                                                 |                             |
| 2018 | 16th KBS Entertainment Awards                      | Top Excellence Award, Male MC in a Variety Show | Defconn                                                                       |                             |
| 2018 | 16th KBS Entertainment Awards                      | Grand Prize (Daesang)                           | Kim Jun-ho (Nominated)                                                        |                             |

## Liên quan
- List of 1 Night 2 Days episodes
- KBS2 Happy Sunday
- 2 Days & 1 Night phiên bản Trung Quốc (TV series)
- 2 ngày 1 đêm (chương trình truyền hình Việt Nam)